# Vincenzo Imperatore
Vincenzo Imperatore (Napoli, 24 febbraio 1963) è uno scrittore e giornalista italiano, il cui ambito è il management e la finanza.

## Biografia
Laureato con il massimo dei voti in Economia e Commercio. Dopo aver intrapreso un master in Business Administration a Roma, è stato per 22 anni manager di Credito Italiano e poi di UniCredit.
Nel 2009 diventa Presidente dell'ente Onlus "United Colours of Futsal", che favorisce l'integrazione di giovani extracomunitari attraverso lo sport.
Altre attività da lui svolte sono: Consulenza di direzione aziendale CMC, giornalista freelance collaborando con varie riviste e conduttore radiofonico su Radio Amore.
Con Chiarelettere ha pubblicato saggi-inchiesta sul sistema bancario italiano: Io so e ho le prove (2014), ripubblicato in una versione aggiornata (“Io so e ho le prove – 10 anni dopo”) per il decennale (2024), Io vi accuso (2015), Sacco bancario (2017) e Salviamoci! (2021), una guida sull'emergenza economica post-pandemia.
Insieme a Darwin Pastorin ha pubblicato per Aliberti Editore Juve-Napoli. Romanzo popolare (2018).
Nel 2019 ha pubblicato per Sperling & Kupfer Soldi gratis, una guida esperienziale per lo sviluppo della consapevolezza finanziaria.
Nell’ottobre 2020 Io so e ho le prove esce in Francia per Editions Herodios con il titolo Le grand scandale bancaire. Traduzione a cura di Beatrice Dunner, prefazione di Jerome Kerviel.
Nel 2023 ha pubblicato per Edizioni Ultra A scuola da De Laurentiis, un saggio sul Delaurentiismo.

## Curiosità
La sua storia è stata raccontata dal regista e sceneggiatore Giovanni Meola nel docu-film La conversione (2020), vincitore del Premio del Pubblico alla XIX edizione del RIFF- Rome Independent Film Festival nella sezione “National Documentary Competition”. Meola ha già avuto una prima collaborazione con Vincenzo Imperatore nel 2017, portando a teatro Io so e ho le prove.

## Opere
- Io so e ho le prove, Chiarelettere (2014). ISBN 9788832966657
- Io vi accuso, Chiarelettere (2015). ISBN 978-8861907393
- Sacco bancario, Chiarelettere (2017). ISBN 9788832960198
- Juve-Napoli. Romanzo popolare, Aliberti Editore (2018). ISBN 9788893232500
- Soldi gratis, Sperling & Kupfer (2019). ISBN 978-8820067168
- Le grand scandale bancaire, Editions Herodios (2020). ISBN 978-2-940666-03-4
- Salviamoci!, Chiarelettere (2021). ISBN 9788832964752
- A scuola da De Laurentiis, Edizioni Ultra (2023). ISBN 978-8892782228
- Io so e ho le prove – 10 anni dopo, Chiarelettere (2024). ISBN 8832966654